# Assassin's Creed IV: Black Flag
Assassin's Creed IV: Black Flag (укр. Кредо Асасина 4: Чорний Прапор) — відеогра в жанрі пригодницького бойовика, розроблена компанією Ubisoft Montreal для платформ PlayStation 3, Xbox 360, Wii U, Windows, а також для платформ восьмого покоління.
Протагоністом гри виступає пірат Едвард Кенвей (англ. Edward Kenway), батько Гейтема Кенвея з Assassin's Creed III; дія розгортається в Золоту добу піратства, в Карибському морі на декількох островах на початку XVIII століття. Едварду випадає нагода розбагатіти, розшукавши таємничу «Обсерваторію», сховану десь у джунглях. Проте її ж шукають і тамплієри з метою отримати владу над світовими лідерами.

## Ігровий процес

### Нововведення
У цій грі вперше в серії надається повністю відкритий світ, що складається з 50 головних локацій, які включають в себе великі міста, дрібні поселення, руїни мая, цукрові плантації, джунглі, бухти, порти і печери. Акцент робиться на морських битвах з різними класами кораблів. Гравцям доступний власний корабель під назвою "Галка", який можна модифікувати, встановлюючи на нього різноманітні поліпшення. В будь-який момент гри можна покинути корабель на човні, щоб досліджувати світ або перейти на інше судно. Оновлена технологія дозволяє випадково генерувати різні ситуації. Наприклад, у морі може зустрітися сильний противник, який володіє потужним судном, котре доцільніше не брати на абордаж одразу, а ослабити, заманивши в шторм. Щогла — основний засіб розвідки: протагоніст може вилізти на марс, і спостерігати в підзорну трубу за горизонтом у пошуках додаткових місій.
Є можливість самому набирати корабельну команду та грабувати з нею судна чи брати їх на абордаж, аби приєднати до власного флоту. Потім зібраний флот відсилається на заробіток золота, матеріалів чи добуття креслень, потрібних для розвитку піратського притулку. За допомогою водолазного дзвону протагоніст може спускатися на морське дно і обстежувати затонулі кораблі в пошуках скарбів. 
З озброєння в Едварда є дві шаблі і чотири пістолети. Також Едвард може підбирати мечі, сокири, кинджали і використовувати їх в ході бою.

## Сюжет
Попри загибель Дезмонда Майлза, корпорація «Абстерго Індастріз» продовжує дослідження минулого його предків з використанням збереженого генетичного матеріалу. Підрозділ «Абстерго Ентертеймент» наймає безіменного чоловіка, щоб у Монреалі проаналізувати з допомогою машини «Анімуса» генетичну пам'ять Дезмонда. Той виявляє спогади Едварда Кенвея, пірата XVIII століття, батька Гейтема Кенвея і діда Коннора. Дослідження прикривається збором матеріалу для інтерактивного фільму. Насправді ж «Абстерго» шукає пристрій цивілізації ісу під назвою «Обсерваторія».
У 1712 році Едвард Кенвей мимовільно бере участь у змові між високопоставленими тамплієрами Британської та Іспанської імперій. Вони, прикриваючись боротьбою з піратством у Карибському морі, прагнуть знайти Мудреця — єдиного, хто здатен привести їх до «Обсерваторії». Цей пристрій дозволяє стежити за будь-якою людиною, де б вона не знаходилася, якщо мати зразок її крові. З допомогою «Обсерваторії» тамплієри планують шпигувати за світовими лідерами та шантажувати їх. Едвард наймається капером, але скоро Британська імперія укладає мир з Іспанською і каперів покидають напризволяще. Багато з них самі стають піратами. В 1715 році корабель, на якому плив Едвард, атакує пірат Дункан Волпол. Едварду вдається підірвати пороховий склад на ворожому судні, в результаті вибуху він разом з Дунканом падає у море і їх виносить на берег. Дункан, погрожуючи пістолем, вимагає аби Едвард допоміг йому дістатися до Гавани. Той убиває Дункана і знаходить в нього лист для губернатора Гавани та таємничий куб. З листа Едвард розуміє, що в Гавані ніхто не знайомий з Дунканом, тому вирішує видати себе за нього і таким чином розбагатіти.
Едвард прибуває в Гавану, де зустрічається з капером Вудсом Роджерсом, а також з губернатором Куби і лідером тамплієрів Лауреано Торресом. Едвард віддає листа й куб губернатору, після чого підслуховує розмову Лауреано про пошуки Мудреця. Потім він обкрадає маєток тамплієрів і тікає. Та вже невдовзі він впізнає пірата Бартоломео Робертса, що імовірно і є Мудрецем, схоплює його та приводить до тамплієрів. За це Лауреано винагороджує його, проте Едвард вважає, що платня замала. Тому він вирішує сам розшукати «Обсерваторію» та продати відомості про неї. Для цього Едвард вирушає визволити Бартоломео, проте Мудрець уже втік. Тамплієри схоплюють Едварда й розкривають, що він самозванець, після чого заковують в кайдани та відправляють на кораблі до Іспанії.
Під час плавання Едварду вдається звільнитися, підняти бунт і захопити корабель. До нього приєднуються Едвард «Чорна Борода» Тетч, Бенджамін Горніголд, Мері Рід (під псевдонімом «Джеймс Кідд») і Чарльз Вейн. Разом вони мріють створити вільну піратську республіку. При допомозі Едварда пірати захоплюють острів Нассау, де проголошують державу Лібертарію.
Під час одного пограбування 1717 року Едвард знаходить золотий ключ. Кідд пояснює, що він веде до якогось скарбу в джунглях Юкатану, та доручає знайти цю коштовність. Пірати натрапляють на маєток торгівця зброєю Жульена дю Касса, де знаходять броню тамплієрів, що і є шуканим скарбом. Асасини виходять на Едварда і один з них, А-табай, розповідає, що через продані Едвардом карти, які він викрав у Лауреано, тамплієрам тепер відомо про сховки асасинів. Дізнавшись, що Едвард бачив Мудреця, А-табай веде його та Кідда до храму мая. Там Кідд повідомляє, що він асасин, і показує статую Мудреця. Вона не схожа на Бартоломео, однак Едвард вирішує загадку і статуя перетворюється, показуючи як виглядає Мудрець.
До 1718 року Лібертарія занепадає через епідемії та пиятику. Попри спроби керівників республіки виправити становище, її бере в облогу британський флот. Едвард вирішує прорватися крізь блокаду з допомогою брандера. Чарльз Вейн підслуховує про плани британців вночі знищити всіх піратів, і пропонує Едварду вбити коммодора Пітера Чемберлена, що командуватиме операцією. Завдяки цьому лідери піратів тікають, але дійти згоди для відновлення республіки їм так і не вдається. Потім «Чорну бороду» наздоганяють і страчують британці, а Едвард з Чарльзом рятуються. Вони вирішують розшукати «Обсерваторію», щоб скористатися нею для протистояння Британській імперії.
Пірати виходять на слід Мудреця, проте при спробі захопити його їхні судна тонуть. Едвард з Чарльзом опиняються на безлюдному острові, де Чарльз поступово божеволіє. Зрештою Едвард, після сутички, покидає товариша і самотужки дістається до берега, де його підбирає рибальська шхуна.
Едвард не покидає планів розшукати Мудреця. Він набирає нову команду піратів і знаходить-таки Бартоломео Робертса. Той погоджується привести його до «Обсерваторії» в обмін на повернення своїх речей, викрадених португальцями. Едвард здійснює напад на корабель, що перевозив пляшечки з кров'ю. Він зустрічає Бенджаміна Горніголда, що також полює на «Обсерваторію», але знаючи, що той служить тамплієрам, убиває його.
Бартоломео веде свою команду та Едварда в джунглі, де на них нападають містичні охоронці «Обсерваторії». Досягнувши мети, Бартоломео убиває спільників, щоб вони не могли виказати його таємницю. Бартоломео демонструє можливості «Обсерваторії», вставивши в кришталевий череп пляшечки з кров'ю різних людей, що дозволяє бачити їхніми очима. Несподівано Мудрець скидає Едварда з урвища, забирає кришталевий череп і тікає. Едварду вдається вибратися з «Обсерваторії», але він поранений і не може протистояти решті команди Бартоломео, що лишилася біля берега. Мудрець за винагороду передає Едварда британцям і той опиняється у в'язниці Порт-Роялу.
Вудс Роджерс и Лауреано Торрес пропонують Едварду помилування в обмін на інформацію про «Обсерваторію». Той відмовляється, але за кілька місяців А-табай звільняє Едварда та рятує його дружину Мері, але вона після нещодавніх пологів помирає. За якийсь час Едварда відвідує його товариш Адевале, якого він колись звільнив з рабства, та пропонує приєднатися до асасинів.
Разом з А-табаєм Едвард відбиває напад тамплієрів і планують убити Вудса Роджерса, Бартоломео Робертса та Лауреано Торреса. Коли Едвард убиває Бартоломео, той передає йому кришталевий череп і просить знищити його тіло. Лауреано ж вдається втекти, лишивши замість себе двійника. Едвард розуміє, що його шлях лежить до «Обсерваторії».
Едвард об'єднується з піраткою Енн Бонні та прямує до «Обсерваторії». Тим часом команду Лауреано вбивають охоронці «Обсерваторії». Едвард дістається до нього в той час як споруда активовує системи безпеки, оскільки в ній немає черепа. Зрештою Едвард убиває Лауреано та повертає кришталевий череп на місце. Едвард, А-табай, Адевале й Енн Бонні клянуться оберігати «Обсерваторію» від усіх, хто захоче заволодіти її силою.
Повернувшись до піратського притулку, Едвард дізнається про смерть своєї другої дружини і що в нього є позашлюбна дочка Дженніфер. Едвард повертається в Англію, обіцяючи А-табаю, що він продовжить боротьбу з тамплієрами на батьківщині. За кілька років Едвард, Дженніфер і молодший син Едварда — Гейтем, відвідують спектакль в англійському театрі, що поєднує Assassin's Creed IV: Black Flag з Assassin's Creed III.
В сучасності менеджер з інформаційних технологій «Абстерго Ентертеймент» на ім'я Джон закликає розслідувати цю гілку історії детальніше. Він переконує піддослідного зламати кілька терміналів «Анімуса» та камери безпеки, і потім змушує його доставити таємну інформацію Шону Гастінгсу і Ребеці Крейн. Будівля блокується, Джон надає доступ до ядра «Анімуса», з допомогою якого звільнена в фіналі Assassin's Creed III Юнона отримує тіло. Джон виявляється реінкарнацією Мудреця, котрий насправді є вченим цивілізації ісу Аїтою, чоловіком Юнони. Джон намагається вбити піддослідного як зайвого свідка, але сам гине в бою зі службою безпеки «Абстерго». Асасини виходять на контакт з піддослідним і кажуть, що не покидають наміру проникнути в «Абстерго».